# كاترين إس. فولر
كاترين إس. فولر (بالإنجليزية: Catherine S. Fowler)‏ هي عالمة الإنسان أمريكية، ولدت في 1940.